# Јована Чуровић
Јована Чуровић је српска глумица и певачица.

## Биографија
Јована Чуровић је српска глумица рођена у Београду. Завршила је основне и мастер академске студије соло певања на Факултету музичке уметности у Београду у класи професора Вишње Павловић Дракулић. Добитник је бројних награда на домаћим и међународним такмичењима, као и награде за најбољег студента студијског програма соло певања из фонда Јелене Михаиловић на Факултету музичке уметности. Од 2012. до 2014. године је била члан оперског студија Народног позоришта у Београду, са којим је наступала у бројним репертоарским представама и концертима. Учествовала је на матеркласовима и радионицама у Србији и иностранству где је радила са Маријаном Мијановић, Дарином Таковом, Кетрин Хатајом, Џенифер Лармор, Клаудиом Дездеријем, Жоао Пауло Сантосом, Мортеном К. Розеном и Предрагом Гостом. Солиста је опере и балета Мадленианум, хора духовне музике „Алилуиа“, а остварила је улоге и у продукцијама Опероса фондације. Активно се усавршава код првака опере Народног позоришта Александра и Олгице Ђокић. Активно ради синхронизације анимираних и играних филмова и серија за студије Голд Диги Нет, Студио и Блу хаус као и за Аудио Визард Ем ен Ди.

## Гласовне улоге
| Година           | Назив                                          | Улога | Студио        |
| ---------------- | ---------------------------------------------- | --- | ------------- |
| 2013.            | Ај Карли                                       | Карли Шеј | Голд диги нет |
| 2013.            | Викторијус                                     | Хеленина асистенткиња | Голд диги нет |
| 2013-2017.       | Чудновили родитељи                             | Клои, Тути | Голд диги нет |
| 2013-2018.       | Патролне шапе                                  | Маршал | Голд диги нет |
| 2013.            | Водени свет малих гупија                       | Рибице | Голд диги нет |
| 2013-2014.       | Легенда о Кори                                 | Кувира, Одборски паж, Батеркап Раико, Угоститељка; Ики (С1)                                                              | Голд диги нет |
| 2014.            | Множење Адама                                  | Лори Колинс | Голд диги нет |
| 2014.            | Ники, Рики, Дики и Дон                         | Дафни | Голд диги нет |
| 2015-2019.       | Хенри Опасност                                 | Тифани, Паула Макијато, Зелена девојка, Дарлин, Меган, анимирана Пајпер Харт, обожаватељка, Ото, хула плесачица #2       | Голд диги нет |
| 2015.            | Макс и Руби                                    | Прија | Голд диги нет |
| 2016.            | 100 ствари које треба урадити пре средње школе | Си Џеј Мартин | Голд диги нет |
| 2016-2019; 2023. | Кућа Бука                                      | Лили Бука, Др Шатлворт (С6Е24б), девојчица (С1Е2б), Клер, Кетрин Малиган (С7-надаље), компјутерски глас, додатни гласови | Голд диги нет |
| 2016-2018.       | Школа рока                                     | Директорка Мулинс | Голд диги нет |
| 2016.            | Харви Кљунић                                   | Пири Пири | Голд диги нет |
| 2016.            | Развали игру                                   | Ронда | Голд диги нет |
| 2017.            | Млади мутанти нинџа корњаче                    | Хидрала | Голд диги нет |
| 2017.            | Тинејџ вештица                                 | Рамона | Голд диги нет |
| 2017.            | Легенде скривеног храма                        | Сејди | Голд диги нет |
| 2017.            | Пирата и Капетано                              | Морске звезде | Блу хаус      |
| 2017-2018.       | Краљевска академија                            | Одет Лабуд, цвеће | Голд диги нет |
| 2017.            | Сунђер Боб Коцкалоне (ТВ синхронизација)       | Маргарет Коцкалоне (С13-надаље), Шефица, Гејл, криминалка Хелен, разглас подземне                                        | Голд диги нет |
| 2018.            | Мирет истражује                                | Мирет | Студио        |
| 2018.            | Лола и Мила                                    | Лола | Аудио Визард  |
| 2018.            | Мистерија породице Хантер                      | Тес Хантер | Голд диги нет |
| 2018.            | Ја сам Френки                                  | додатни гласови | Голд диги нет |
| 2018.            | Уздизање нинџа корњача                         | Гђица Маза | Голд диги нет |
| 2018.            | Миракулус: Авантуре Бубамаре и Црног Мачора    | Пени Ролинг, Марлена Сезер, Огист                                                                                        | Голд диги нет |
| 2019.            | Доживотна родбина                              | Ени Лебланк | Голд диги нет |
| 2019.            | Екипа цица-маца                                | Сенди, Мама хоботница | Голд диги нет |
| 2019.            | Нубови                                         | додатни гласови | Голд диги нет |
| 2023.            | Бетвилс                                        | Кити | Голд диги нет |
| 2023.            | Шпијунци                                       | Елинор | Голд диги нет |
| 2023.            | Трансформерси: Земаљска искра                  | Розато (С1Е14) | Голд диги нет |
| 2023.            | Топ и Топи                                     | Полицајка Стварно (већина епизода)                                                                                       | Голд диги нет |
| 2023.            | Стварна кућа Бука                              | Гђица Дејзи, Крис Филд, Моли, Сара                                                                                       | Голд диги нет |
| 2023.            | Томас и другари: Мистерија Осматрачнице        | Дарси | Голд диги нет |
| 2023.            | Сантијаго од мора                              | Мајка такмичарка, Томáс (певање С2Е17а)                                                                                  | Голд диги нет |
| 2023.            | Рабл и екипа                                   | Маршал | Голд диги нет |
| 2023.            | Шоу Патрика Звезде                             | Врцка, Патриково срце | Голд диги нет |
| 2024.            | Монстер хај (ТВ серија)                        | Хаулин Вулф (С1Е19а), Гулија Јелпс (С1Е20)                                                                               | Голд диги нет |
| 2024.            | Зуки и Руби на планети Земљи                   | Пуцијанац #2, Пензионерка #1, Беба Пуцијанац                                                                             | Голд диги нет |
| 2024.            | Монстер хај 2                                  | Гулија Јелпс, Лобањка, додатни гласови                                                                                   | Голд диги нет |